# قسم أنزان الشرقي الريفي (مقاطعة بندر غز)
قسم أنزان الشرقي الريفي (بالفارسية: دهستان انزان شرقی) هي منطقة ريفية تقع في إيران في غلستان. يقدر عدد سكانها بـ 7,101 نسمة .